# Theridion pinicola
Theridion pinicola là một loài nhện trong họ Theridiidae.
Loài này thuộc chi Theridion. Theridion pinicola được Eugène Simon miêu tả năm 1873.